# Realschule plus

Bundesländer mit teilintegrativen Gesamtschulen (ohne gymnasialen Zweig)

Die Realschule plus ist eine Schulart im Land Rheinland-Pfalz.
2007 wurde beschlossen, die Hauptschule abzuschaffen. Mit Beginn des Schuljahres 2009/2010 wurden in Rheinland-Pfalz schrittweise alle bisherigen Haupt- und Realschulen zusammengeführt. Die bisherigen Regionalen Schulen und Dualen Oberschulen wurden mit Beginn des Schuljahres 2009/10 ebenfalls in die neue Schulart überführt. Bis zum Schuljahr 2013/2014 waren der Prozess und die Etablierung der Realschule plus abgeschlossen. Heute weist Rheinland-Pfalz ein zweigliedriges System auf, welches durch Gesamtschulen ergänzt wird.
Diese neue Schulart gibt es in zwei Formen – entweder als eine Kooperative Realschule oder eine Integrative Realschule. Beide Formen können zum Mittleren Schulabschluss und zum Abschluss der Berufsschulreife führen. Bei entsprechenden Voraussetzungen bieten 32 von 168 der Realschulen plus zusätzlich die Fachhochschulreife an. Mittlerweile hat sich die Fachoberschule als neue Schulart etabliert: „Die Anbindung als Berufsbildende Schule an der Realschule plus sei in der Bundesrepublik einmalig und trage zur Attraktivität der Schulart Realschule plus bei. Die Fachoberschulen fänden nach einer VRB-Umfrage hohe Zustimmungswerte vor allem bei den Betrieben.“ Wenn diese Möglichkeit auf einer Schule nicht besteht, kann bei entsprechender Voraussetzung die Fachhochschulreife auf einer anderen Realschule plus, einer gymnasialen Oberstufe oder in einem zur Fachschulreife führenden Bildungsgang an einer Berufsbildenden Schule erreicht werden.
In der Orientierungsstufe werden die Schüler gemeinsam im Klassenverband unterrichtet. Danach bildet die Kooperative Realschule ab der Klassenstufe 7 abschlussbezogene Klassen, die sich durch eine Durchlässigkeit in beide Richtungen auszeichnen. Auf der Integrativen Realschule verbleiben die Schüler länger im alten Klassenverband und werden nur in einzelnen Fächern in verschiedene Kurse eingeteilt. Diese Form der Leistungsdifferenzierung ist auch aus den Integrierten Gesamtschulen bekannt. Es bleibt somit lange offen, welcher der beiden Abschlüsse am Ende erreicht wird.
Zusätzlich gibt es an 14 Realschulen plus das Projekt „Keiner ohne Abschluss“. Ziel des Projekts ist es, dass die Abbrecherquote gesenkt wird. Um die pädagogischen Voraussetzungen weiter zu verbessern, ist in der Realschule plus in der verbindlichen gemeinsamen Orientierungsstufe eine maximale Klassenstärke von 25 Schülern vorgesehen.
Der Vorsitzende des Deutschen Lehrerverbandes Josef Kraus kritisierte diese Schulform: Es „werden die Verlierer die bisherigen Hauptschüler, aber auch die bisherigen Realschüler sein.“ Tilman Boehlkau von der Gewerkschaft Erziehung und Wissenschaft kritisierte, dass Schüler nach wie vor „viel zu früh auf unterschiedliche Schularten aufgeteilt werden“. Aus Anlass des 10. Jahres des Bestehens der Realschule plus in Rheinland-Pfalz stellt die Fachgruppe Realschule plus der GEW Rheinland-Pfalz allerdings fest „dass die Realschule plus grundsätzlich eine gute Schulform ist. Die Öffentlichkeit sei jedoch nicht hinreichend darüber informiert, welche besondere pädagogische Arbeit an dieser Schulform geleistet wird und welche Chancen der Besuch einer Realschule plus den Schülerinnen und Schülern für den Einstieg in das Berufsleben bietet.“
Ob nun eine integrative oder kooperative Realschule angeboten wird, welche Schulen zusammenarbeiten wollen, entschied zunächst der Schulträger. Dieser stellte einen entsprechenden Antrag bei der Schulbehörde. Abschließend wurde die Entscheidung durch die Schulbehörde getroffen, die die Schule errichtet.